# Rezerwat przyrody Żądłowice
Rezerwat przyrody Żądłowice – leśny rezerwat przyrody w gminach Inowłódz i Rzeczyca, w powiecie tomaszowskim, w województwie łódzkim. Znajduje się na terenie Spalskiego Parku Krajobrazowego, na terasie doliny Pilicy, która w tym miejscu jest bardzo szeroka i ma urozmaiconą mikrorzeźbę.
Zajmuje obecnie powierzchnię 241,19 ha. Został powołany Zarządzeniem Ministra Leśnictwa i Przemysłu Drzewnego z 5 października 1968 roku i początkowo zajmował powierzchnię 138,79 ha (M.P. z 1968 r. nr 43, poz. 300). Według aktu powołującego, rezerwat utworzono w celu zachowania ze względów naukowych i dydaktycznych niespotykanego w lasach polskich układu siedlisk, występujących w związku z zaistniałym układem warunków hydrologicznych oraz związanych z nimi typów lasu.
Według obowiązującego planu ochrony ustanowionego w 2007 roku, obszar rezerwatu objęty jest ochroną czynną.